# Lijst van rijksmonumenten in Brummen (plaats)
De plaats Brummen telt 74 inschrijvingen in het rijksmonumentenregister. Hieronder een overzicht.
| Object | Oorspronkelijke functie?  | Bouwjaar                                      | Architect         | Locatie                    | Coördinaten?                 | Nr.?   | Afbeelding |
| --- | ------------------------- | --------------------------------------------- | ----------------- | -------------------------- | ---------------------------- | ------ | --- |
| Herenhuis met verdieping en omlopend schilddak op vierkante plattegrond                                                                | Woonhuis                  | 1843                                          |                   | Arnhemsestraat 43          | 52° 5' 3" NB, 6° 9' 15" OL   | 11219  | Herenhuis met verdieping en omlopend schilddak op vierkante plattegrond                                                    |
| De Koppelenburg: huis | Woonhuis                  | ca. 1840                                      |                   | Arnhemsestraat 51          | 52° 5' 1" NB, 6° 9' 18" OL   | 11220  | Meer afbeeldingen |
| De Koppelenburg: muur | Erfscheiding              | ca. 1840                                      |                   | Arnhemsestraat bij 51      | 52° 4' 60" NB, 6° 9' 19" OL  | 513110 | Upload foto |
| De Wijde Landen | Kasteel, buitenplaats     | eerste helft 19e eeuw                         |                   | Bronkhorsterweg 15         | 52° 5' 5" NB, 6° 9' 49" OL   | 11224  | Meer afbeeldingen |
| Laag-Helbergen | Kasteel, buitenplaats     | 16e eeuw                                      |                   | Piepenbeltweg 1            | 52° 6' 38" NB, 6° 11' 22" OL | 11226  | Meer afbeeldingen |
| Oude- of Sint-Pancratiuskerk: kerkgebouw                                                                                               | Kerk en kerkonderdeel     | 15e eeuw                                      |                   | Kerkstraat 17              | 52° 5' 13" NB, 6° 9' 32" OL  | 11231  | Meer afbeeldingen |
| Oude- of Sint-Pancratiuskerk: toren | Kerk en kerkonderdeel     | ca. 1500                                      |                   | Kerkstraat bij 17          | 52° 5' 13" NB, 6° 9' 31" OL  | 11232  | Meer afbeeldingen |
| Huis met verdieping op ongeveer vierkante plattegrond en met een omlopend schilddak                                                    | Werk-woonhuis             | midden 19e eeuw                               |                   | Marktplein 18              | 52° 5' 14" NB, 6° 9' 27" OL  | 11234  | Huis met verdieping op ongeveer vierkante plattegrond en met een omlopend schilddak                                        |
| Huize "Brunheim" | Kasteel, buitenplaats     | midden 19e eeuw                               |                   | M Putstraat 16             | 52° 5' 13" NB, 6° 9' 34" OL  | 11235  | Meer afbeeldingen |
| Kasteel Reuversweerd | Kasteel, buitenplaats     | 1830                                          |                   | Piepenbeltweg 3            | 52° 6' 29" NB, 6° 11' 40" OL | 11236  | Meer afbeeldingen |
| Gepleisterde boerderij uit naast het huis Reuversweerd                                                                                 | Boerderij                 | ca. 1800                                      |                   | Piepenbeltweg 5            | 52° 6' 29" NB, 6° 11' 42" OL | 11237  | Meer afbeeldingen |
| Rhienderstein | Kasteel, buitenplaats     | 1829 (windvaan)                               |                   | Hazenberg 24               | 52° 5' 51" NB, 6° 8' 44" OL  | 11238  | Meer afbeeldingen |
| Eenvoudig, doch goed bewaard Veluws boerderijtje met wolfdak, door riet en pannen gedekt                                               | Boerderij                 | eerste helft 19e eeuw                         |                   | Voorsterweg 135            | 52° 7' 30" NB, 6° 8' 28" OL  | 11240  | Meer afbeeldingen |
| Herenhuis met verdieping en vernieuwd schilddak                                                                                        | Woonhuis                  | eerste helft 19e eeuw                         |                   | Zutphensestraat 23         | 52° 5' 22" NB, 6° 9' 22" OL  | 11243  | Meer afbeeldingen |
| Assenrade | Woonhuis                  |                                               |                   | Zutphensestraat 33         | 52° 5' 23" NB, 6° 9' 21" OL  | 11244  | Assenrade |
| Herenhuis met verdieping en omlopend schilddak                                                                                         | Woonhuis                  | midden 19e eeuw                               |                   | Zutphensestraat 53         | 52° 5' 28" NB, 6° 9' 13" OL  | 11245  | Herenhuis met verdieping en omlopend schilddak                                                                             |
| In park gelegen herenhuis met verdieping en omlopend schilddak. Deur met bovenlicht en in de parterre vensters met zesruitsschuiframen | Kasteel, buitenplaats     | 1828                                          |                   | Zutphensestraat 71         | 52° 5' 36" NB, 6° 9' 5" OL   | 11246  | Meer afbeeldingen |
| Herenhuis met verdieping en omlopend schilddak. Middenrisaliet in de voorgevel. Vensters met luiken en zesruitsschuiframen             | Woonhuis                  | midden 19e eeuw                               |                   | Zutphensestraat 92         | 52° 5' 41" NB, 6° 9' 9" OL   | 11247  | Herenhuis met verdieping en omlopend schilddak. Middenrisaliet in de voorgevel. Vensters met luiken en zesruitsschuiframen |
| Koetshuis van het huis "Zigtrijk" | Boerderij                 | 1832                                          |                   | Zutphensestraat 386        | 52° 7' 13" NB, 6° 10' 10" OL | 11248  | Meer afbeeldingen |
| Spaensweerd: stalgebouw | Boerderij                 | 1857 (stichtingssteen)                        |                   | Bronkhorsterweg 16         | 52° 5' 0" NB, 6° 9' 40" OL   | 34302  | Meer afbeeldingen |
| Spaensweerd: hoofdgebouw | Kasteel, buitenplaats     | 17e eeuw (kern)                               |                   | Bronkhorsterweg 18         | 52° 5' 1" NB, 6° 9' 43" OL   | 510323 | Meer afbeeldingen |
| Spaensweerd: historische tuin- en parkaanleg behorende tot de buitenplaats Spaensweerd                                                 | Tuin, park en plantsoen   | 18e/19e eeuw                                  |                   | Bronkhorsterweg 18         | 52° 5' 1" NB, 6° 9' 43" OL   | 510325 | Meer afbeeldingen |
| Spaensweerd: stalgebouw met woning | Bijgebouwen kastelen enz. | 1857                                          |                   | Bronkhorsterweg 16         | 52° 5' 0" NB, 6° 9' 40" OL   | 510326 | Upload foto |
| Spaensweerd: toegangshekken | Bijgebouwen kastelen enz. | begin 20e eeuw                                |                   | Bronkhorsterweg 18         | 52° 5' 1" NB, 6° 9' 43" OL   | 510327 | Meer afbeeldingen |
| Spaensweerd: koude bak | Bijgebouwen kastelen enz. | 19e eeuw                                      |                   | Bronkhorsterweg 18         | 52° 5' 1" NB, 6° 9' 43" OL   | 510328 | Upload foto |
| Groot Engelenburg: orangerie | Tuin, park en plantsoen   | ca. 1860                                      | S.A. van Lunteren | Eerbeekseweg bij 6         | 52° 5' 24" NB, 6° 8' 6" OL   | 510407 | Meer afbeeldingen |
| Groot Engelenburg: zonnewijzer | Tuin, park en plantsoen   | 19e eeuw                                      |                   | Eerbeekseweg bij 6         | 52° 5' 26" NB, 6° 8' 6" OL   | 510408 | Upload foto |
| Groot Engelenburg: toegangsbrug | Tuin, park en plantsoen   | 19e eeuw                                      |                   | Eerbeekseweg bij 6         | 52° 5' 25" NB, 6° 8' 8" OL   | 510409 | Meer afbeeldingen |
| Groot Engelenburg: tuinbeelden | Tuin, park en plantsoen   | 18e eeuw                                      |                   | Eerbeekseweg bij 6         | 52° 5' 25" NB, 6° 8' 10" OL  | 510410 | Meer afbeeldingen |
| Groot Engelenburg: toegangshek | Tuin, park en plantsoen   | 18e eeuw                                      |                   | Eerbeekseweg bij 6         | 52° 5' 24" NB, 6° 8' 15" OL  | 510411 | Meer afbeeldingen |
| Groot Engelenburg: beeldengroep | Tuin, park en plantsoen   | 19e eeuw                                      |                   | Eerbeekseweg bij 6         | 52° 5' 26" NB, 6° 8' 12" OL  | 510412 | Upload foto |
| Groot Engelenburg: tuinvaas | Tuin, park en plantsoen   |                                               |                   | Eerbeekseweg bij 6         | 52° 5' 23" NB, 6° 8' 11" OL  | 510413 | Upload foto |
| Groot Engelenburg: speelhuisje met pergola                                                                                             | Tuin, park en plantsoen   | 19e eeuw                                      |                   | Eerbeekseweg bij 6         | 52° 5' 22" NB, 6° 8' 5" OL   | 510414 | Meer afbeeldingen |
| Groot Engelenburg: ijskelder | Tuin, park en plantsoen   | 19e eeuw                                      |                   | Eerbeekseweg bij 6         | 52° 5' 24" NB, 6° 8' 0" OL   | 510415 | Upload foto |
| Groot Engelenburg: duiker | Tuin, park en plantsoen   | 19e eeuw                                      |                   | Eerbeekseweg bij 6         | 52° 5' 33" NB, 6° 7' 24" OL  | 510416 | Upload foto |
| Groot Engelenburg: tuinmuur | Tuin, park en plantsoen   | 19e eeuw                                      |                   | Eerbeekseweg bij 6         | 52° 5' 26" NB, 6° 8' 26" OL  | 510417 | Upload foto |
| Groot Engelenburg: portierswoning | Bijgebouwen kastelen enz. | begin 20e eeuw                                |                   | Eerbeekseweg 10            | 52° 5' 23" NB, 6° 8' 18" OL  | 510418 | Upload foto |
| Groot Engelenburg: hoofdgebouw | Kasteel, buitenplaats     | 17e eeuw (bouw) 1828 (herbouw)                |                   | Eerbeekseweg 6             | 52° 5' 26" NB, 6° 8' 4" OL   | 510419 | Meer afbeeldingen |
| Groot Engelenburg: historische tuin- en parkaanleg                                                                                     | Tuin, park en plantsoen   | 1828                                          |                   | Eerbeekseweg bij 6         | 52° 5' 29" NB, 6° 8' 4" OL   | 510420 | Meer afbeeldingen |
| Groot Engelenburg: koetshuis | Bijgebouwen kastelen enz. |                                               |                   | Eerbeekseweg bij 6         | 52° 5' 27" NB, 6° 8' 7" OL   | 510421 | Meer afbeeldingen |
| Voorstonden: hoofdgebouw | Kasteel, buitenplaats     | 14e eeuw (fundamenten) midden 16e eeuw (huis) |                   | Voorsterweg 139            | 52° 7' 41" NB, 6° 8' 41" OL  | 520779 | Meer afbeeldingen |
| Voorstonden: historische tuin- en parkaanleg                                                                                           | Tuin, park en plantsoen   | 17e eeuw en later                             |                   | Voorsterweg bij 139        | 52° 7' 40" NB, 6° 8' 41" OL  | 520780 | Meer afbeeldingen |
| Voorstonden: koetshuis | Bijgebouwen kastelen enz. | midden 18e eeuw / 1843                        |                   | Voorsterweg 137            | 52° 7' 41" NB, 6° 8' 41" OL  | 520781 | Meer afbeeldingen |
| Voorstonden: boerderij (voormalig tolhuis)                                                                                             | Bijgebouwen kastelen enz. | laat 18e eeuw                                 |                   | Voorsterweg 148            | 52° 7' 53" NB, 6° 8' 38" OL  | 520782 | Meer afbeeldingen |
| Voorstonden: dubbele boswachterswoning                                                                                                 | Bijgebouwen kastelen enz. | 1860                                          |                   | Voorsterweg 142            | 52° 6' 19" NB, 6° 9' 40" OL  | 520783 | Upload foto |
| Voorstonden: druivenkas en bloemenkas                                                                                                  | Tuin, park en plantsoen   | 1877                                          |                   | Voorsterweg bij 139        | 52° 7' 40" NB, 6° 8' 41" OL  | 520784 | Meer afbeeldingen |
| Voorstonden: tuinmuur met bouwhuis en druivenkas                                                                                       | Tuin, park en plantsoen   | ca. 1770                                      |                   | Voorsterweg bij 139        | 52° 7' 40" NB, 6° 8' 41" OL  | 520785 | Meer afbeeldingen |
| Voorstonden: tuinmuur met poortdeuren (noordzuid) langs binnentuin                                                                     | Tuin, park en plantsoen   | na 1820                                       |                   | Voorsterweg bij 139        | 52° 7' 40" NB, 6° 8' 41" OL  | 520786 | Upload foto |
| Voorstonden: tuinmuur met poortdeuren (oostwest) in verlengde van noordzuid gevel bouwhuis                                             | Tuin, park en plantsoen   | 1820-1830                                     |                   | Voorsterweg bij 139        | 52° 7' 40" NB, 6° 8' 41" OL  | 520787 | Upload foto |
| Voorstonden: toegangshek met bijbehorende sokkels                                                                                      | Tuin, park en plantsoen   | ca. 1820                                      |                   | Voorsterweg bij 139        | 52° 7' 40" NB, 6° 8' 41" OL  | 520788 | Upload foto |
| Voorstonden: tuinhuis | Tuin, park en plantsoen   | ca. 1910                                      |                   | Voorsterweg bij 139        | 52° 7' 40" NB, 6° 8' 41" OL  | 520789 | Upload foto |
| Voorstonden: tuinbeeld (mercurius) op basement                                                                                         | Tuin, park en plantsoen   | midden 18e eeuw                               |                   | Voorsterweg bij 139        | 52° 7' 40" NB, 6° 8' 41" OL  | 520790 | Upload foto |
| Voorstonden: sokkel met zonnewijzer in rozenruin                                                                                       | Tuin, park en plantsoen   | 1766                                          |                   | Voorsterweg bij 139        | 52° 7' 40" NB, 6° 8' 41" OL  | 520791 | Upload foto |
| Voorstonden: sokkel op voorplein | Tuin, park en plantsoen   | vroeg 19e eeuw                                |                   | Voorsterweg bij 139        | 52° 7' 40" NB, 6° 8' 41" OL  | 520792 | Upload foto |
| Voorstonden: sokkel met tuinvaas (noordoosthoek huis)                                                                                  | Tuin, park en plantsoen   | vroeg 19e eeuw                                |                   | Voorsterweg bij 139        | 52° 7' 40" NB, 6° 8' 41" OL  | 520793 | Upload foto |
| Voorstonden: sokkel in zuidtuin | Tuin, park en plantsoen   |                                               |                   | Voorsterweg bij 139        | 52° 7' 40" NB, 6° 8' 41" OL  | 520794 | Upload foto |
| Voorstonden: vaas met bloemen in zuidtuin                                                                                              | Tuin, park en plantsoen   | 18e eeuw                                      |                   | Voorsterweg bij 139        | 52° 7' 40" NB, 6° 8' 41" OL  | 520795 | Upload foto |
| Voorstonden: waterval | Tuin, park en plantsoen   | 1820                                          |                   | Voorsterweg bij 139        | 52° 7' 40" NB, 6° 8' 41" OL  | 520796 | Upload foto |
| Voorstonden: gemetselde duiker met gesmede afsluitbeugel bij inrijpoort                                                                | Tuin, park en plantsoen   | ca. 1820-1850                                 |                   | Voorsterweg bij 139        | 52° 7' 40" NB, 6° 8' 41" OL  | 520797 | Upload foto |
| Voorstonden: gemetselde duiker bij voormalig tolhuis                                                                                   | Tuin, park en plantsoen   | 1820                                          |                   | Voorsterweg bij 139        | 52° 7' 40" NB, 6° 8' 41" OL  | 520798 | Upload foto |
| Voorstonden: gemetselde duiker bij inlaat vijvers                                                                                      | Tuin, park en plantsoen   | 1820                                          |                   | Voorsterweg bij 139        | 52° 7' 40" NB, 6° 8' 41" OL  | 520799 | Upload foto |
| Voorstonden: duiker in voorstondense beek onder de voorsterweg                                                                         | Tuin, park en plantsoen   | 1939                                          |                   | Voorsterweg bij 139        | 52° 7' 40" NB, 6° 8' 41" OL  | 520800 | Upload foto |
| Voorstonden: brug over de middengracht                                                                                                 | Tuin, park en plantsoen   | 909-1921                                      |                   | Voorsterweg bij 139        | 52° 7' 40" NB, 6° 8' 41" OL  | 520801 | Upload foto |
| Voorstonden: boerderij de korenhoeve                                                                                                   | Bijgebouwen kastelen enz. | 18e eeuw (oorsprong)                          |                   | Voorstondensestraat 2      | 52° 7' 32" NB, 6° 8' 27" OL  | 520802 | Meer afbeeldingen |
| Klein Engelenburg | Kasteel, buitenplaats     | 1912                                          | Freem en Bremer   | Spoorstraat 1              | 52° 5' 30" NB, 6° 8' 57" OL  | 521789 | Klein Engelenburg |
| Klein Engelenburg: tuinaanleg | Tuin, park en plantsoen   | 1912                                          |                   | Spoorstraat 1              | 52° 5' 28" NB, 6° 8' 57" OL  | 521790 | Meer afbeeldingen |
| Klein Engelenburg: toegangshek | Erfscheiding              | 1912                                          |                   | Spoorstraat 1              | 52° 5' 28" NB, 6° 8' 57" OL  | 521791 | Upload foto |
| Abbinck: driekapboerderij | Boerderij                 | 1903                                          | heuvelink         | Windheuvelstraat 1         | 52° 7' 42" NB, 6° 8' 51" OL  | 521793 | Abbinck: driekapboerderij                                                                                                  |
| Abbinck: bijenstal | Boerderij                 | ca. 1903                                      |                   | Windheuvelstraat 1         | 52° 7' 46" NB, 6° 8' 52" OL  | 521794 | Abbinck: bijenstal |
| Dubbele woonhuis | Woonhuis                  | 1904                                          |                   | Arnhemsestraat 26          | 52° 5' 9" NB, 6° 9' 18" OL   | 521799 | Dubbele woonhuis |
| Villa "Brummerhof", voorheen "Helvetie"                                                                                                | Woonhuis                  | 1929                                          | H. Schoonman      | Arnhemsestraat 56          | 52° 5' 1" NB, 6° 9' 11" OL   | 521800 | Villa "Brummerhof", voorheen "Helvetie"                                                                                    |
| Grafmonument op de Algemene Begraafplaats in Brummen                                                                                   | Begraafplaats en -onderdl | ca. 1880                                      |                   | Prinses Irenelaan 2        | 52° 5' 55" NB, 6° 9' 4" OL   | 521801 | Grafmonument op de Algemene Begraafplaats in Brummen                                                                       |
| Villa "Vitihof" met hekwerk | Woonhuis                  | 1890                                          |                   | Burgemeester de Wijslaan 6 | 52° 5' 19" NB, 6° 9' 10" OL  | 521802 | Villa "Vitihof" met hekwerk                                                                                                |
| Voorstonden: Koude bak | Tuin, park en plantsoen   |                                               |                   | Voorsterweg bij 139        | 52° 7' 40" NB, 6° 8' 40" OL  | 528715 | Meer afbeeldingen |